# Alexander Moissejewitsch Gorodnizki

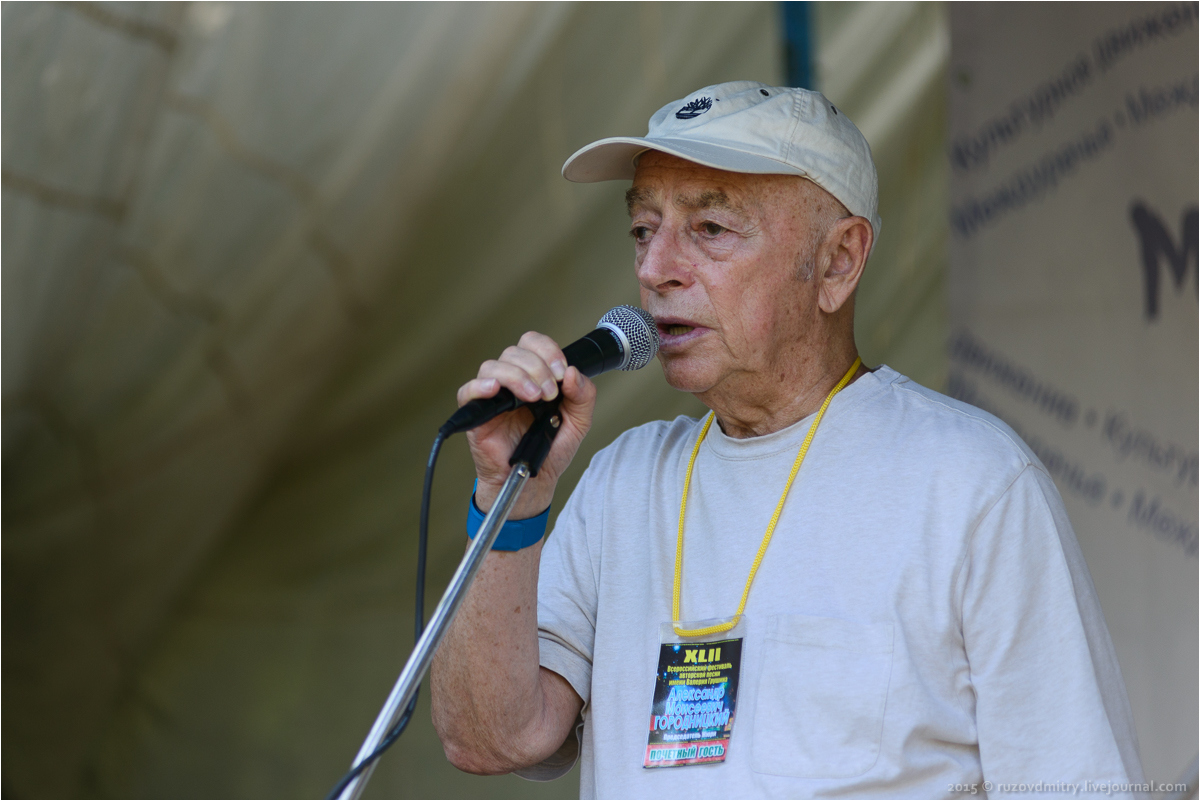
Alexander Gorodnizki während des Gruschin-Festivals nahe Samara (2015)

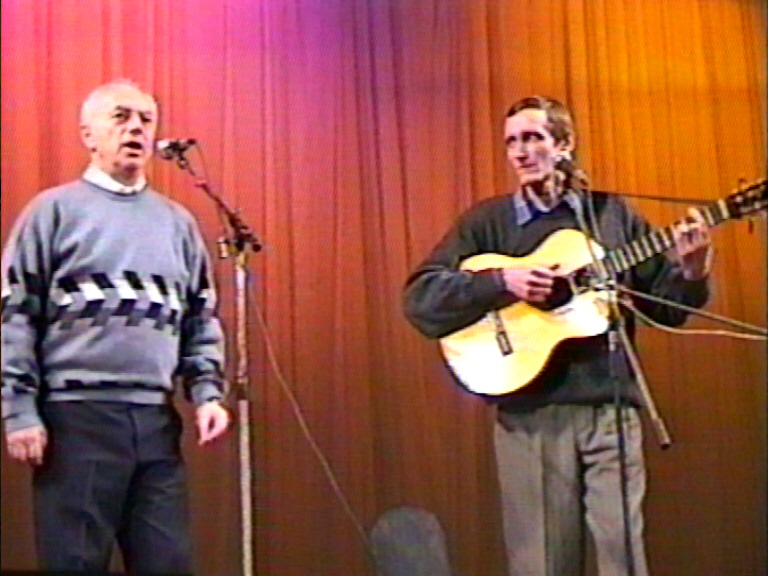
Alexander Gorodnizki mit Alexander Kostromin an der Gitarre (2005)

Alexander Moissejewitsch Gorodnizki (russisch Александр Моисеевич Городницкий; wissenschaftliche Transliteration Aleksandr Moiseevič Gorodnickij; geboren am 20. März 1933 in Leningrad, RSFSR, Sowjetunion), auch Alexander Gorodnitsky, ist ein sowjetischer und russischer Dichter und Sänger, der als Liedermacher bekannt geworden ist. Von Beruf ist er Geophysiker und Ozeanograph. Er ist Verfasser zahlreicher wissenschaftlicher Artikel und schrieb viele Lieder. Seine Lieder bezeichnet Gorodnizki selbst als „eine Form, Gedichte vorzutragen“.
Ein Teil seines künstlerischen Schaffens ist der Samisdat-Literatur zuzurechnen.

## Leben und Wirken
Alexander Gorodnizki wurde 1933 in Leningrad in eine jüdische Familie geboren. Er überlebte die Leningrader Blockade in jungen Jahren. Er studierte Geophysik an der Bergbau-Universität St. Petersburg. 1957 schloss er sein Studium ab und promovierte 1982. Später wurde er zum Professor ernannt. Alexander Gorodnizki er hat mehr als 250 wissenschaftliche Artikel veröffentlicht, darunter 20 Monographien auf dem Gebiet der Geophysik und Tektonik des Meeresbodens.
Gorodnitzki war an zahlreichen Arktis-Expeditionen beteiligt und besuchte unter anderem die Antarktis und den Nordpol. In bewohnten Unterwasserapparaten tauchte er immer wieder auf den Boden des Ozeans. Zum ersten Mal in 1978 im Pazifik auf dem Hermit-Atoll in Papua-Neuguinea. 1988 auf einer Expedition auf dem Schiff Akademik Mstislaw Keldysch im Nordatlantik tauchte er im Tiefseegerät Mir (U-Boot) auf die Tiefe 4,5 Kilometer.
1999 wurde der Asteroid (5988) Gorodnitskij nach ihm benannt. Mit dem Komponieren begann er 1953. Über mehrere Jahrzehnte präsentierte Gorodnizki seine Lieder ohne Instrumentalbegleitung, aber jetzt verwendet er häufig zur Begleitung eine Gitarre oder engagiert einen professionellen Gitarristen. Gorodnizki lebt in Moskau und konzertiert regelmäßig in verschiedenen Teilen Russlands und der Welt. Im Frühjahr 2017 war er in Deutschland auf Tour. Von 2020 bis 19. Januar 2022 verlas Gorodnizki seine Gedichte im russischen Radiosender Westi FM, der zum staatlichen WGTRK-Medienholding gehört.
Gorodnizki ist gegen die Annexion der Krim durch die Russische Föderation und hatte den offenen Brief der Intelligentsia Gegen den Krieg, die Selbstisolierung Russlands und die Wiederherstellung des Totalitarismus («Против войны, против самоизоляции России, против реставрации тоталитаризма») unterzeichnet.
Im Februar 2017 verfasste Gorodnizki einen Zeitungsartikel, in dem er den Klimawandel als Mythos bezeichnete.
Im Oktober 2018 wurde das Lied „Atlanten“ von Gorodnitskij, das vorher schon eines der inoffiziellen Hymnen von Sankt Petersburg war, als die offizielle Hymne der Eremitage (Sankt Petersburg) bestätigt.

## Privatleben
- Alexander Gorodnizki hat einen Sohn Wladimir (* 1955) aus erster Ehe. Wladimir reiste 1984 nach Israel aus und lebt seither in Jerusalem.
- In zweiter Ehe war er mit der Dichterin und Übersetzerin Anna Nal (1942–2017) verheiratet.

## Lieder (Auswahl)
- Atlanten (russ. Атланты)[14]
- Über Kanada (russ. Над Канадой)
- Wie Herkules
- Za tekh, kto na zemle (За тех , кто на земле) Für diejenigen an Land  * *
- Пиратская
- Памяти конвоя PQ-17 *